# Marsfjället
Marsfjället (sydsamisk: Maaresvaerie) er et bjergområde som ligger nord for Kultsjön i svensk Lappland. Området ligger i Vilhelmina kommun i Västerbottens län. Den højeste top har en højde på 1.590 meter over havet.
Marsfjället er et Natura 2000-område og naturreservat på 86.000 hektar.

## Eksterne kilder og henvisninger
- Marsfjällets naturreservat, Länsstyrelsen Västerbotten